# Barrage de Saratov
Le barrage de Saratov est un barrage sur la Volga en Russie. La construction du barrage commença en 1956 et se termina en 1971. Long de 1 260 m et haut de 40 m, il est associé à une centrale hydroélectrique d'une capacité de 1 360 MW. Il est géré par RusHydro. Le barrage est adjacent à la ville de Balakovo. Il crée le réservoir de Saratov.